# Penitenciária Agrícola de Monte Cristo
A Penitenciária Agrícola de Monte Cristo (também conhecida como PA ou PAMC) é a maior penitenciária do estado de Roraima, localizada na zona rural da capital Boa Vista. 
A Penitenciária Agrícola de Monte Cristo foi construída no final da década de 1980 para atender presos do regime semi-aberto no intuito que os mesmos desenvolvessem a prática agrícola. Contudo, devido ao aumento da população carcerária e a falta de estrutura do Estado para comportar o aumento do número de presos, a Penitenciária foi passando por adaptações recebendo preventiva dos condenados a pena de regime fechado, sem agrícola ser. A PAMC transformou-se em motivo de reclamações por operadores dos direitos humanos e ações do Ministério Público solicitando providências na estrutura. Ao considerarmos o agente como um personagem ponte do sistema prisional para além dos muros ao falar de seu trabalho, percebemos inconsistências no que diz respeito à ressocialização/reeducação do indivíduo encarcerado. Assim, estudamos as inconsistências do sistema prisional e seus danos para os sujeitos/objetos nas prisões dessa fronteira norte. A penitenciária masculina, localizada na zona rural de Boa Vista, é a unidade prisional que abriga o maior número de detentos no Estado de Roraima, por volta 1.050 homens, número que de antemão já é superior ao de vagas disponíveis visto que é quase o número de vagas existente em todo sistema prisional roraimense.
Em janeiro de 2017, quando a penitenciária passou por uma rebelião que culminou na morte de mais de trinta detentos, havia 1.475 presos na unidade, muito embora a capacidade fosse para 750 detentos, de acordo com a Secretaria Estadual de Justiça e Cidadania (Sejuc) de Roraima.